# Bahnhof Wien Penzing
Der Bahnhof Wien Penzing liegt im 14. Wiener Gemeindebezirk Penzing und stellt als Bahnhof und Station der Wiener S-Bahn einen öffentlichen Verkehrsknotenpunkt dar. Er verknüpft dabei die Westbahn mit der Verbindungsbahn und der Vorortelinie.

## Geschichte
Der Bahnhof wurde am 19. November 1858 von der privaten Kaiserin-Elisabeth-Bahn (KEB) zusammen mit der Westbahn eingeweiht, die Feierlichkeiten hierzu fanden vor Ort statt. 1860 folgte die Verbindungsbahn nach Meidling, wodurch die Station zu einem Trennungsbahnhof wurde. Am 11. Mai 1898 ging schließlich die zur Wiener Dampfstadtbahn gehörende Vorortelinie in Betrieb, fortan war Penzing ein Eisenbahnknoten. Da letztere der Commission für Verkehrsanlagen in Wien gehörte, handelte es sich jetzt außerdem um einen Gemeinschaftsbahnhof von zwei verschiedenen Bahnverwaltungen. Penzing war dabei die einzige Stadtbahnstation im engeren Netz, für die Otto Wagner kein neues Aufnahmsgebäude errichtete. Dennoch zeigte er sich für die damalige Erweiterung des Bahnhofs verantwortlich, er errichtete für die Vorortelinie unter anderem die hölzerne Bahnsteigüberdachung samt kleinem Zugangsgebäude, die bauliche Fertigstellung dieser Anlagen erfolgte im November 1896. Auch die bekannten Stadtbahngeländer, die in Penzing als Absicherung der Stiegen dienen, stammen aus dieser Zeit. Das im November 1898 in Betrieb genommene Stellwerk steuerte 15 Weichenantriebe, 14 Signalantriebe und 14 Fahrstraßen.
Aufgrund seiner Nähe zum Schloss Schönbrunn diente der Bahnhof bis 1918, trotz dem mittlerweile vorhandenen Hofpavillon Hietzing, oftmals als Abfahrtsbahnhof des k.u.k. Hofsalonzugs für Reisen des Kaisers, aber auch der Ankunft von ausländischen Staatsgästen. Als am 28. Juni 1914 Kaiser Franz Joseph ein Telegramm mit der Nachricht von der Ermordung des Thronfolgers Franz Ferdinand in Sarajewo erreichte, kehrte er von seinem Sommeraufenthalt aus Ischl zurück und wurde am Penzinger Bahnhof von Erzherzog Karl abgeholt. Dies war ein deutliches Zeichen an die Öffentlichkeit, dass das Reich einen neuen Thronfolger hatte.
Heute dient der Bahnhof als Halt für die Regionalexpress-Linie REX2 und die Schnellbahn-Linien S45 und S50. Er wurde 2015/2016 generalsaniert. Dabei wurde das Gleis 1 aufgelassen, womit er heute statt fünf nur noch vier Gleise hat. Ebenso wurden die Bahnsteige 2–5 neugebaut und Lifte eingebaut. Die historische Überdachung wurde abgerissen und in Anlehnung an diese eine neue errichtet.

Der Bahnhof um 1900
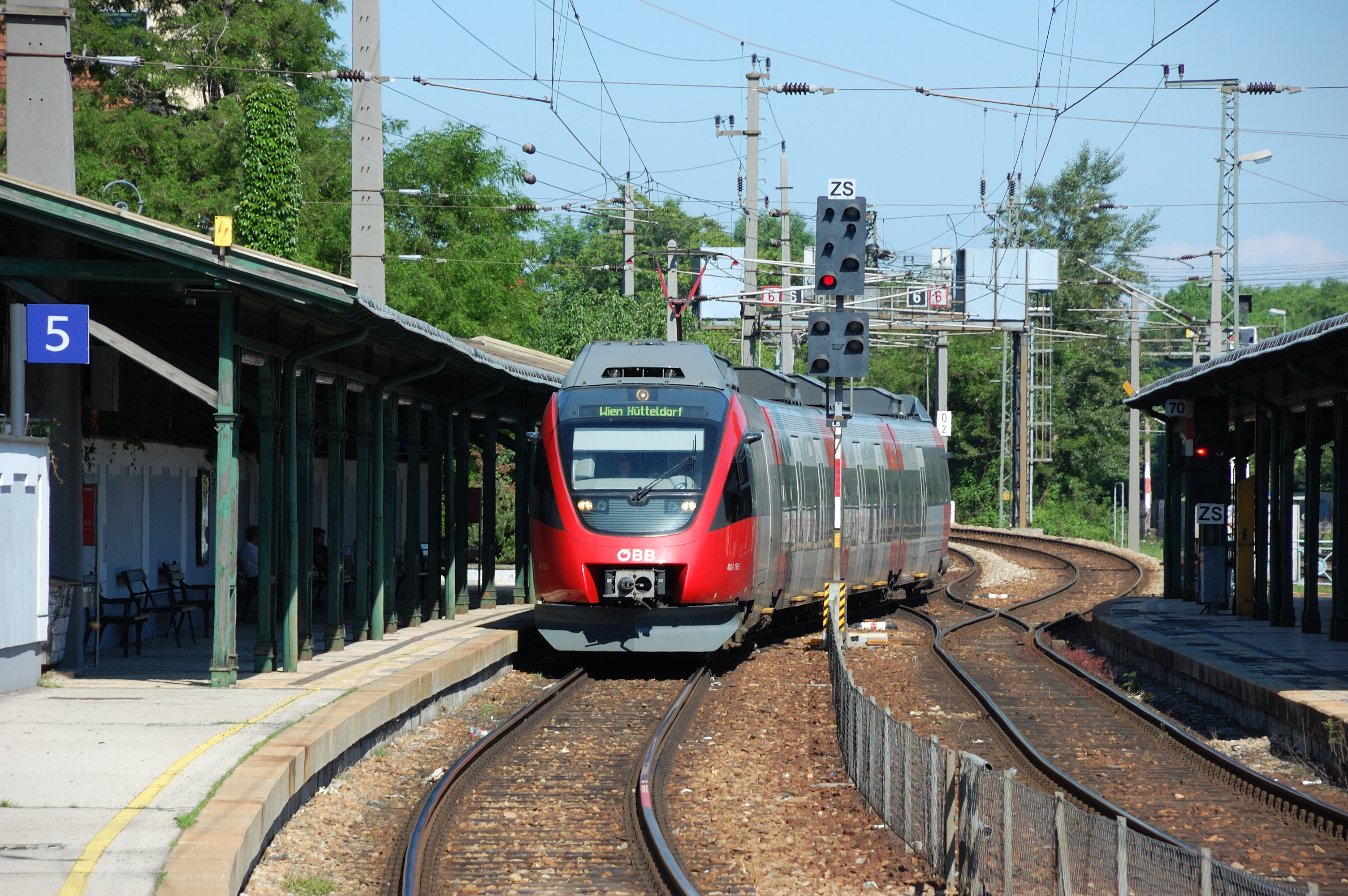
Bahnsteig der Vorortelinie
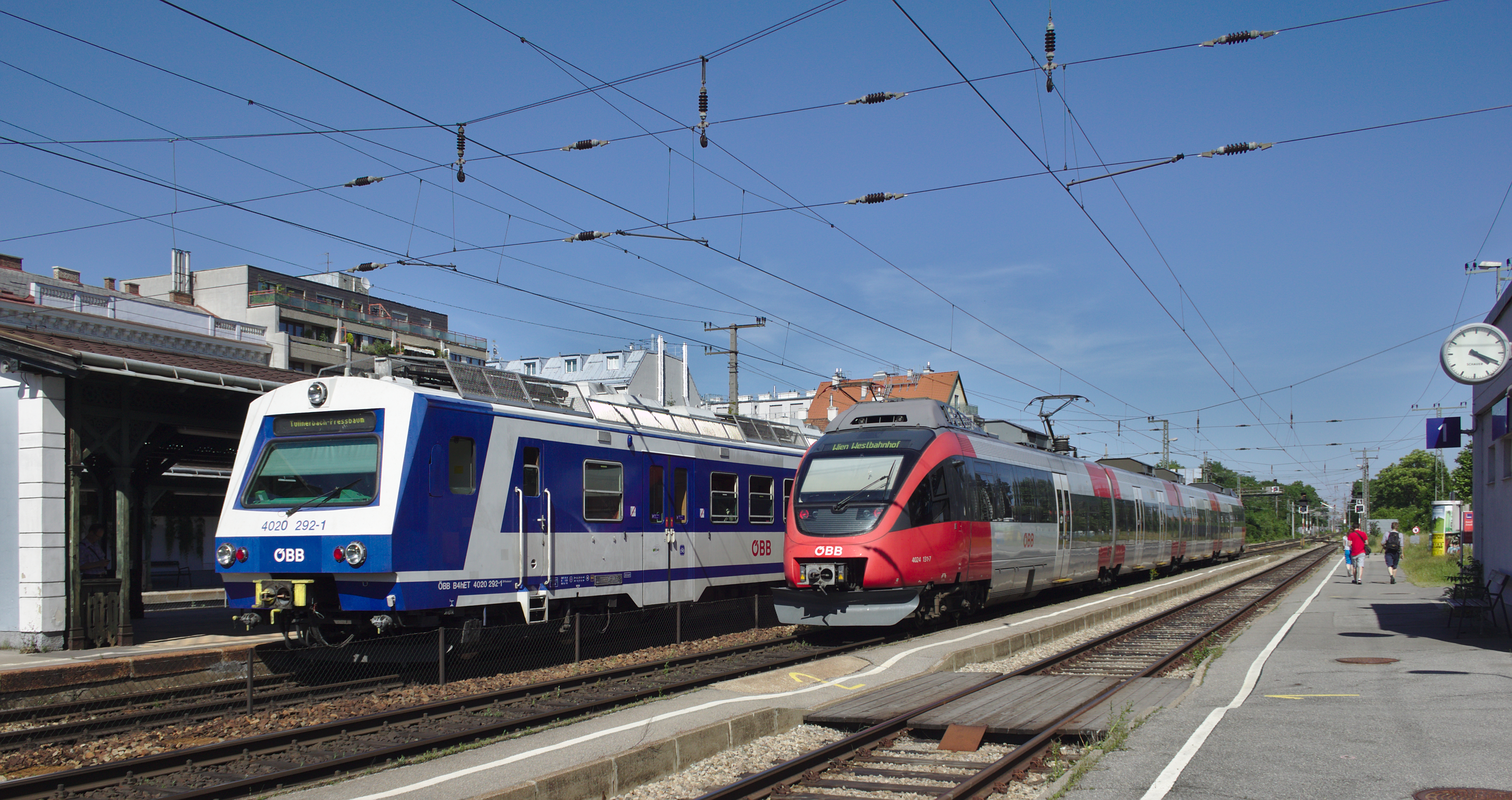
Bahnsteig der Westbahn, vor dem Umbau
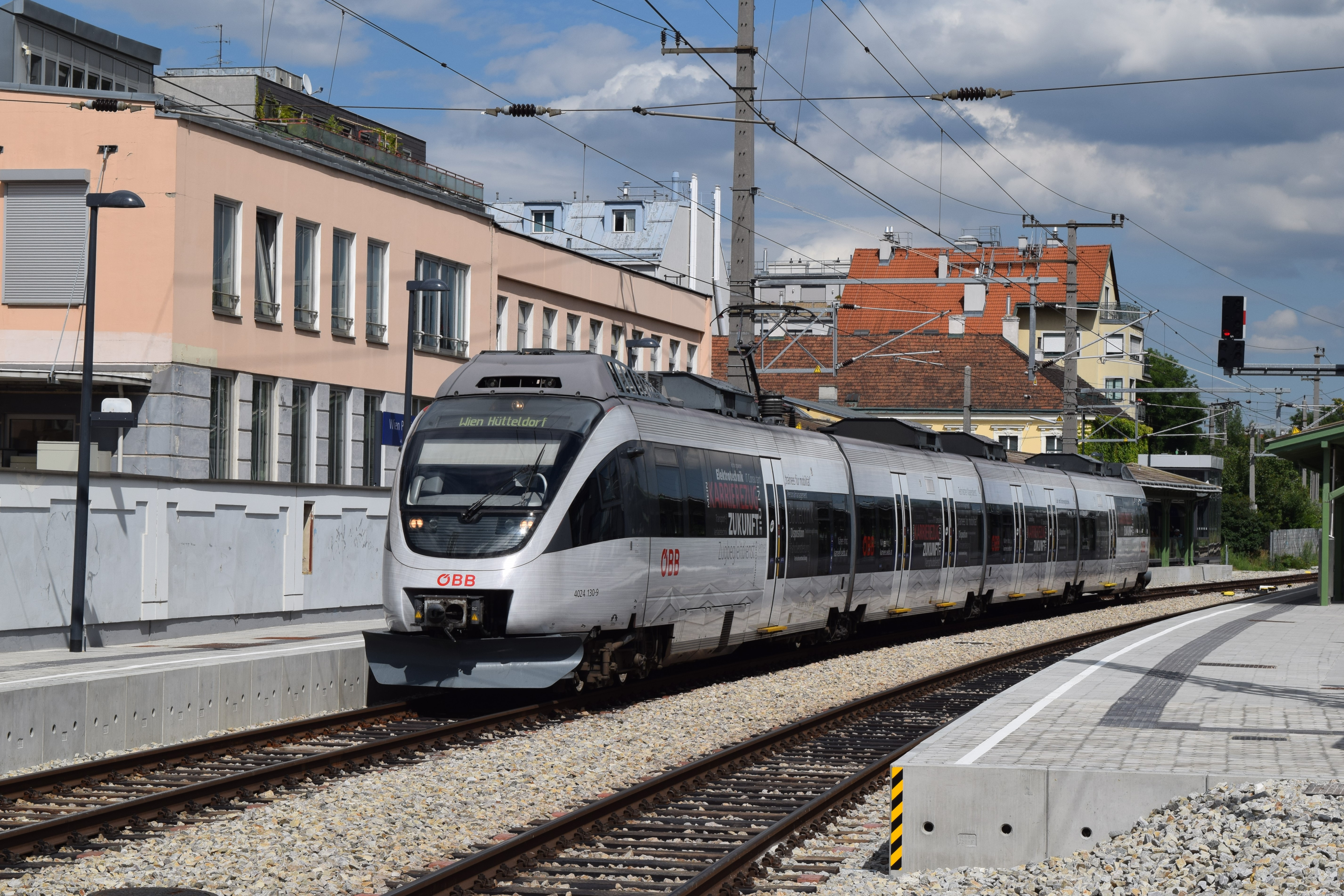
ÖBB-Talent im Bahnhof Penzing, nach dem Umbau
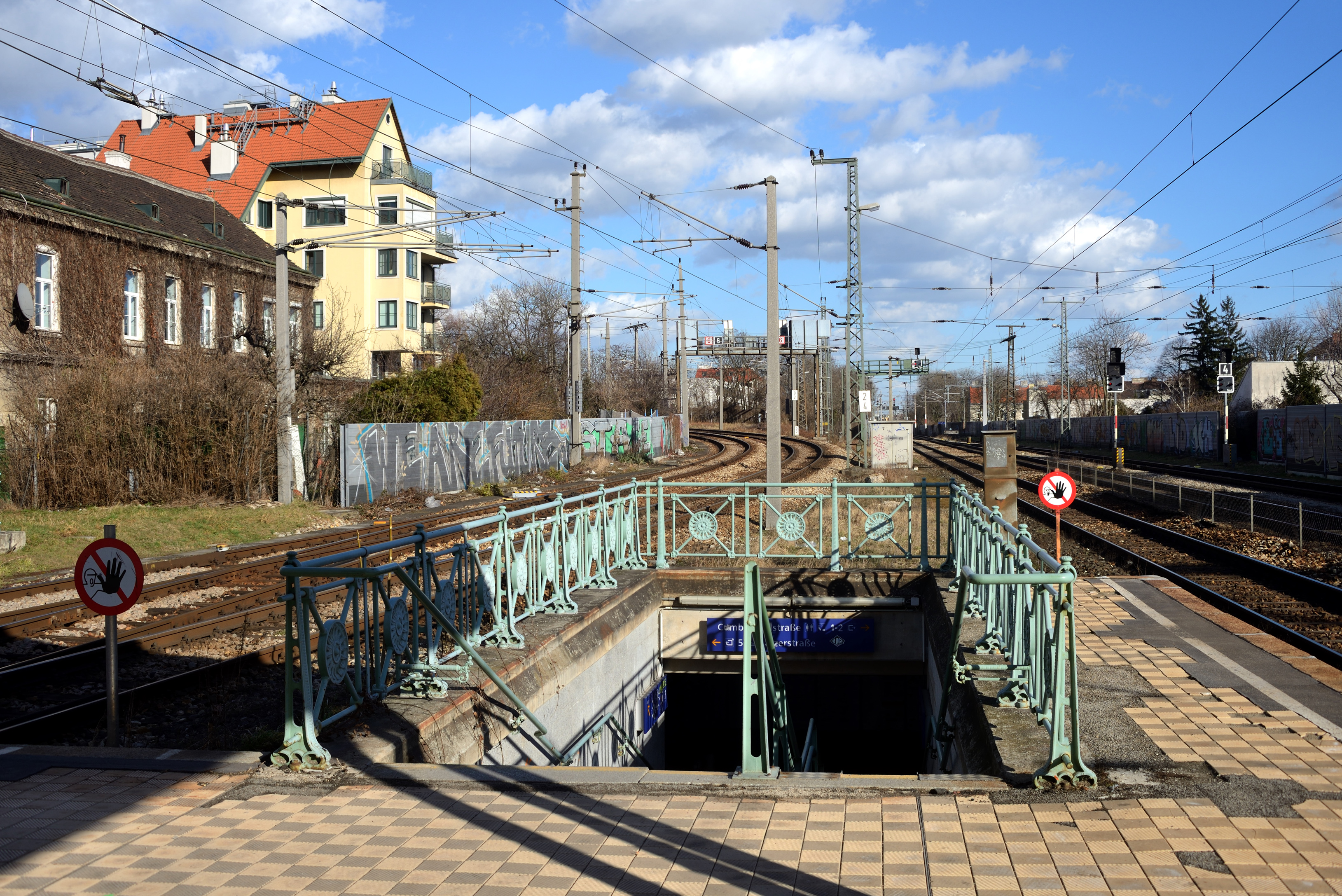
Otto Wagner`sche Stadtbahngeländer aus Dampfstadtbahnzeiten

## Linien im Verkehrsverbund Ost-Region
| Linie        | Verlauf |
| ------------ | --- |
| Vorortelinie | Wien Handelskai – Wien Heiligenstadt – Wien Oberdöbling – Wien Krottenbachstraße – Wien Gersthof – Wien Hernals – Wien Ottakring – Wien Breitensee – Wien Penzing – Wien Hütteldorf                                                                            |
| S50          | Wien Westbahnhof – Wien Penzing – Wien Hütteldorf – Wien Wolf in der Au – Wien Hadersdorf – Wien Weidlingau – Unter Purkersdorf – Purkersdorf Zentrum – Unter Tullnerbach – Tullnerbach-Pressbaum – Pressbaum – Dürrwien – Rekawinkel – Eichgraben-Altlengbach |
| 52           | Westbahnhof – Linzer Straße – Diesterweggasse, Penzing – Baumgarten |